# فرنسيسكو فيدال (مدرس)
فرنسيسكو فيدال (بالفرنسية: Francisco Ponzan Vidal )‏ (و. 1911 – 1944 م) هو مدرس، وanarcho-syndicalist ‏، وعضو في المقاومة الفرنسية، وOpposition to Francoism ‏ من إسبانيا، وفرنسا، ولد في أوفييدو، كان عضوًا في الاتحاد الوطني للعمل، توفي عن عمر يناهز 33 عاماً.